# Steve Trapmore
Steve Trapmore, född den 18 mars 1975 i Hammersmith i Storbritannien, är en brittisk roddare.
Han tog OS-guld i åtta med styrman i samband med de olympiska roddtävlingarna 2000 i Sydney.